# Associazione Sportiva Dilettantistica Calcio Gozzano 2017-2018
Questa voce raccoglie le informazioni riguardanti l'Associazione Sportiva Dilettantistica Calcio Gozzano nelle competizioni ufficiali della stagione 2017-2018.

## Divise e sponsor
Il fornitore tecnico per la stagione 2017-2018 è Joma; le tenute da gioco impiegate (tutte tratte dal catalogo del predetto maglificio, senza particolari adattamenti) sono quattro:
- La prima maglia presenta un design insolito per la tradizione cusiana: blu, solcata sul petto da un pannello asimmetricamente diviso da una linea diagonale in due metà (una rossa, l'altra bianca). Le personalizzazioni sono applicate in bianco. Calzoncini e calze sono a loro volta blu (rifiniti in bianco).
- Due sono le divise "away":
  - l'una è bianca, solcata sul petto da un pannello asimmetricamente diviso da una linea diagonale in due metà (una rossa, l'altra blu). Rossi sono altresì i risvolti (maniche e colletto), mentre le personalizzazioni sono applicate in blu. Blu o bianchi sono invece i calzoncini (rifiniti nella tinta opposta), mentre le calze sono bianche.
  - l'altra è bianca, solcata su petto e spalle da due fasce rossa e blu. Pure bianchi sono i calzoncini e le calze. Le personalizzazioni sono applicate in blu.
- La terza divisa consiste in un completo (maglia, pantaloncini, calze) color verde erba, con minimi inserti bianchi (stesso colore delle personalizzazioni) e un tocco di verde differentemente gradato attorno a spalle e colletto.

Sponsor ufficiale è F.A.R. Rubinetterie (azienda di proprietà del patròn Alberto Allesina), il cui marchio appare al centro del torso delle casacche.
 
| Casa | Trasferta 1 | Trasferta 2 | Terza divisa |

## Organigramma societario
Area direttiva
- Alberto Allesina - presidente onorario
- Fabrizio Leonardi - presidente
- Bruno Bacchetta - vicepresidente
- Giacomo Diciannove - direttore generale
- Alex Casella - direttore sportivo
- Mauro Lesina - direttore tecnico
- Sergio Zanetta - segretario
- Silvana Rillo - revisore dei conti
- Carlo Avvignano - cassiere
- Floriana Anchisi - contabile
- Cristina Allesina - contabile
- Gianluca Minniti - responsabile settore giovanile
- Sergio Bracchi - responsabile impianti
- Leonardo Cristofaro - cine/foto-operatore ufficiale

Area tecnica
- Marco Gaburro - allenatore
- Giambattista Boffetti - allenatore in seconda
- Roberto Pavesi - preparatore dei portieri
- Costantino Iannacone - preparatore atletico

Area sanitaria
- Marco Cardani - medico sociale
- Alvaro De Marchi - massaggiatore

Area logistica
- Mario Cerutti - magazziniere
- Sergio Taglieri - magazziniere

## Rosa
| N. |                     | Ruolo | Calciatore                 |
| -- | ------------------- | ----- | -------------------------- |
| 1  | Italia (bandiera)   | P     | Vittorio Gilli             |
| 2  | Russia (bandiera)   | D     | Vladimir Michaijlovs'kij   |
| 4  | Italia (bandiera)   | D     | Fabrizio Carboni           |
| 5  | Italia (bandiera)   | C     | Roberto Guitto             |
| 6  | Italia (bandiera)   | C     | Riccardo Gemelli           |
| 7  | Italia (bandiera)   | A     | Manuel Lunardon (capitano) |
| 8  | Italia (bandiera)   | C     | Nicola Segato              |
| 9  | Italia (bandiera)   | C     | Alessandro Rogora          |
| 10 | Spagna (bandiera)   | C     | Guille Pérez               |
| 11 | Italia (bandiera)   | A     | Diego Vita                 |
| 12 | Svizzera (bandiera) | P     | Matteo Donetti             |
| 13 | Italia (bandiera)   | C     | Paolo Romeo                |
| 15 | Ghana (bandiera)    | D     | Richard Anderson           |
| 18 | Italia (bandiera)   | D     | Nicolò Tordini             |
| 19 | Italia (bandiera)   | A     | Axel Gulin                 |
| 20 | Italia (bandiera)   | A     | Riccardo Capogna           |
| 21 | Italia (bandiera)   | C     | Salvatore Incatasciato     |

| N. |                    | Ruolo | Calciatore          |
| -- | ------------------ | ----- | ------------------- |
| 22 | Italia (bandiera)  | P     | Marco Gattone       |
| 23 | Italia (bandiera)  | C     | Daniele Vanzan      |
| 25 | Italia (bandiera)  | D     | Matteo Di Giovanni  |
| 28 | Francia (bandiera) | D     | Jeremy Petris       |
| 29 | Italia (bandiera)  | D     | Samuele Emiliano    |
| 33 | Italia (bandiera)  | C     | Riccardo Vono       |
| 34 | Italia (bandiera)  | D     | Simone Viola        |
| 38 | Italia (bandiera)  | C     | Diego Dagnino       |
| 39 | Francia (bandiera) | D     | Jean Lambert Evan's |
| 40 | Italia (bandiera)  | A     | Marco Gaeta         |
| 41 | Brasile (bandiera) | A     | Junior Messias      |
| 44 | Marocco (bandiera) | D     | Zakaria Bouchbika   |
| 50 | Italia (bandiera)  | A     | Giovanni Bruzzaniti |
| 62 | Italia (bandiera)  | C     | Alessio Acquafresca |
| 65 | Italia (bandiera)  | D     | Mario Noce          |
| 67 | Italia (bandiera)  | D     | Abel Gigli          |
| 89 | Italia (bandiera)  | A     | Alessio Usei        |

## Calciomercato

### Sessione estiva(dall'1/7 al 15/9)
| Arrivi | Arrivi                 | Arrivi        | Arrivi        |
| R.     | Nome                   | da            | Modalità      |
| ------ | ---------------------- | ------------- | ------------- |
| D      | Matteo Di Giovanni     | Novara        | prestito      |
| D      | Jérémy Petris          | Paris FC      | svincolato    |
| C      | Alessio Acquafresca    | Sassuolo      | prestito      |
| C      | Matteo Alliata         | Juventus Domo | fine prestito |
| C      | Salvatore Incatasciato | AltoVicentino | svincolato    |
| C      | Guille Pérez           | Borgosesia    | svincolato    |
| C      | Paolo Romeo            | Seregno       | svincolato    |
| C      | Marco Scaramozza       | Stresa        | fine prestito |
| A      | Riccardo Capogna       | Seregno       | svincolato    |
| A      | Diego Vita             | Borgosesia    | svincolato    |

| Cessioni | Cessioni             | Cessioni        | Cessioni      |
| R.       | Nome                 | a               | Modalità      |
| -------- | -------------------- | --------------- | ------------- |
| P        | Alessandro Signorini | Tuttocuoio      | fine prestito |
| D        | Fabio Ficco          | Torino          | fine prestito |
| D        | Nicolas Lenoci       | Molfetta        | svincolato    |
| D        | Riccardo Mastrilli   | SPAL            | definitivo    |
| C        | Matteo Alliata       | ASDC Verbania   | definitivo    |
| C        | Jacopo Mantovani     | Caronnese       | svincolato    |
| C        | Domenico Parisi      | Sassuolo        | fine prestito |
| C        | Marco Scaramozza     | ASDC Verbania   | definitivo    |
| C        | Iliyan Stefanov      | Lokomotiv Sofia | svincolato    |
| A        | Sebastiano Aperi     | Cuneo           | svincolato    |
| A        | Giuseppe Selvaggio   | Trapani         | fine prestito |
| A        | Emanuele Testardi    | Acireale        | svincolato    |

### Sessione di dicembre(dall'1/12 al 15/12)
| Arrivi | Arrivi              | Arrivi         | Arrivi     |
| R.     | Nome                | da             | Modalità   |
| ------ | ------------------- | -------------- | ---------- |
| D      | Jean Lambert Evan's | Pavia          | svincolato |
| A      | Marco Gaeta         | Unione Sanremo | svincolato |

| Cessioni | Cessioni               | Cessioni | Cessioni   |
| R.       | Nome                   | a        | Modalità   |
| -------- | ---------------------- | -------- | ---------- |
| C        | Salvatore Incatasciato | Adriese  | svincolato |
| A        | Diego Vita             | Legnago  | svincolato |

### Sessione invernale(dal 3/1 al 31/1)
| Arrivi | Arrivi         | Arrivi  | Arrivi     |
| R.     | Nome           | da      | Modalità   |
| ------ | -------------- | ------- | ---------- |
| P      | Matteo Donetti |         | svincolato |
| D      | Mario Noce     | Catania | prestito   |
| A      | Junior Messias |         | svincolato |

| Cessioni | Cessioni | Cessioni | Cessioni |
| R.       | Nome     | a        | Modalità |
| -------- | -------- | -------- | -------- |

### Operazioni successive alla sessione invernale
| Arrivi | Arrivi     | Arrivi | Arrivi     |
| R.     | Nome       | da     | Modalità   |
| ------ | ---------- | ------ | ---------- |
| D      | Abel Gigli |        | svincolato |

| Cessioni | Cessioni | Cessioni | Cessioni |
| R.       | Nome     | a        | Modalità |
| -------- | -------- | -------- | -------- |

## Risultati

### Serie D

#### Girone d'andata
| Arbitro: | Biffi (Treviglio) |

|             |           |  |
| Carboni 65’ | Marcatori |  |

| Arbitro: | Bodini (Verona) |

|  |           |                                           |
|  | Marcatori | 45’ (rig.) Segato 63’ Romeo 90+1’ Gemelli |

| Arbitro: | Longo (Cuneo) |

|                               |           |  |
| Lunardon 50’, 56’ Capogna 68’ | Marcatori |  |

| Arbitro: | Foresta (Nola) |

|                    |           |                         |
| Rossi 90+5’ (rig.) | Marcatori | 35’ Capogna 53’ Carboni |

| Arbitro: | Rinaldi (Messina) |

|                      |           |  |
| Capogna 53’ Vita 87’ | Marcatori |  |

| Chieri 30 settembre 2017, ore 15:00 CEST 6ª giornata | Chieri              | 0 – 0 | Gozzano | Stadio Piero De Paoli\| Arbitro: \| Di Marco (Ciampino) \| |
| Arbitro:                                             | Di Marco (Ciampino) |       |         |                                                            |

| Arbitro: | Duzel (Castelfranco Veneto) |

|                                          |           |           |
| Pérez 32’ Segato 49’ (rig.) Lunardon 57’ | Marcatori | 9’ Chessa |

| Arbitro: | Fiero (Pistoia) |

|             |           |                   |
| Fassone 85’ | Marcatori | 20’ (rig.) Segato |

| Arbitro: | Madonia (Palermo) |

|           |           |  |
| Gulin 25’ | Marcatori |  |

| Arbitro: | Belfiore (Parma) |

|  |           |             |
|  | Marcatori | 28’ Capogna |

| Arbitro: | Nana Tchato (Aprilia) |

|                          |           |  |
| Menegazzo 8’ Fabiani 14’ | Marcatori |  |

| Arbitro: | Prior (Ivrea) |

|                                 |           |  |
| Gulin 7’ Guitto 11’ Capogna 43’ | Marcatori |  |

| Arbitro: | Emmanuele (Pisa) |

|                 |           |                                             |
| Tino 83’ (rig.) | Marcatori | 14’ Michaijlovs'kij 16’ Guitto 24’ Lunardon |

| Arbitro: | Spataru (Siena) |

|            |           |  |
| Guitto 21’ | Marcatori |  |

| Arbitro: | Pelagatti (Livorno) |

|                           |           |  |
| Scapuzzi 61’ Di Renzo 86’ | Marcatori |  |

| Arbitro: | Angelucci (Foligno) |

|             |           |                     |
| Capogna 55’ | Marcatori | 40’ Molino 60’ Fall |

| Arbitro: | Delrio (Reggio nell'Emilia) |

|  |           |           |
|  | Marcatori | 85’ Pérez |

| Arbitro: | Perenzoni (Rovereto) |

|                          |           |           |
| Carboni 11’ Lunardon 74’ | Marcatori | 52’ Corno |

| Arbitro: | Milana (Trapani) |

|  |           |                            |
|  | Marcatori | 69’, 83’ Capogna 87’ Pérez |

#### Girone di ritorno
| Arbitro: | Carrione (Castellammare di Stabia) |

|                           |           |                                          |
| Procaccio 6’ Salamone 59’ | Marcatori | 5’ (rig.), 71’ (rig.) Segato 33’ Carboni |

| Arbitro: | Grasso (Acireale) |

|                             |           |                                                    |
| Guitto 27’ Capogna 65’, 73’ | Marcatori | 24’, 35’ Bartolini 39’ El Khayari 79’ Scognamiglio |

| Arbitro: | Emmanuele (Pisa) |

|  |           |                        |
|  | Marcatori | 52’ Segato 65’ Capogna |

| Arbitro: | Catanoso (Reggio Calabria) |

|                       |           |  |
| Messias 40’ Gaeta 88’ | Marcatori |  |

| Arbitro: | Boscarino (Siracusa) |

|  |           |                          |
|  | Marcatori | 30’ Lunardon 89’ Messias |

| Arbitro: | Piacenza (Bari) |

|  |           |            |
|  | Marcatori | 51’ Merkaj |

| Arbitro: | Bindella (Pesaro) |

|          |           |              |
| Busa 43’ | Marcatori | 10’ Lunardon |

| Arbitro: | Loffredo (Torino) |

|            |           |  |
| Segato 40’ | Marcatori |  |

| Arbitro: | Centi (Viterbo) |

|                 |           |            |
| Palazzolo 45+1’ | Marcatori | 41’ Evan's |

| Arbitro: | Galipò (Firenze) |

|                                   |           |  |
| Evan's 18’ Segato 31’ Capogna 77’ | Marcatori |  |

| Arbitro: | De Leo (Molfetta) |

|             |           |               |
| Capogna 52’ | Marcatori | 53’ Tremolada |

| Arbitro: | Pirrotta (Barcellona Pozzo di Gotto) |

|  |           |                                                          |
|  | Marcatori | 9’ (aut.) Besuzzo 11’, 32’ Capogna 30’ Messias 81’ Gaeta |

| Arbitro: | Simone (Bologna) |

|                 |           |  |
| Evan's 30’, 71’ | Marcatori |  |

| Arbitro: | Monaldi (Macerata) |

|              |           |              |
| Drovetti 72’ | Marcatori | 74’ Lunardon |

| Arbitro: | Pascarella (Nocera Inferiore) |

|             |           |  |
| Capogna 49’ | Marcatori |  |

| Como 15 aprile 2018, ore 15:00 CEST 35ª giornata | Como                 | 0 – 0 | Gozzano | Stadio Giuseppe Sinigaglia\| Arbitro: \| Perenzoni (Rovereto) \| |
| Arbitro:                                         | Perenzoni (Rovereto) |       |         |                                                                  |

| Arbitro: | Kumara (Verona) |

|                                                                 |           |             |
| Pérez 3’ Evan's 6’ Segato 29’ Capogna 49’ Gaeta 72’ Messias 88’ | Marcatori | 63’ Busatta |

| Arbitro: | Carrione (Castellammare di Stabia) |

|  |           |                       |
|  | Marcatori | 11’ Pérez 88’ Gemelli |

| Arbitro: | Panettella (Bari) |

|                   |           |                         |
| Segato 22’ (rig.) | Marcatori | 24’ (rig.) Comi 54’ Sow |

### Poule scudetto

#### Triangolare
| Squadra          | P.ti | G | V | N | P | GF | GS | DR |
| ---------------- | ---- | - | - | - | - | -- | -- | -- |
| 1. Pro Patria    | 4    | 2 | 1 | 1 | 0 | 3  | 1  | +2 |
| 2. Gozzano       | 4    | 2 | 1 | 1 | 0 | 2  | 0  | +2 |
| 3. Virtus Verona | 0    | 2 | 0 | 0 | 2 | 1  | 5  | −4 |

| Arbitro: | Emmanuele (Pisa) |

|  |           |                       |
|  | Marcatori | 17’ Gemelli 66’ Romeo |

| Gozzano 23 maggio 2018, ore 16:00 CEST Triangolare 1 - 3ª giornata | Gozzano        | 0 – 0 | Pro Patria | Stadio Alfredo d'Albertas\| Arbitro: \| Saia (Palermo) \| |
| Arbitro:                                                           | Saia (Palermo) |       |            |                                                           |

#### Semifinale
| Arbitro: | Fiero (Pistoia) |

|             |           |                                       |
| Messias 64’ | Marcatori | 7’ Silvestro 66’ Silvestri 83’ Ciotti |

### Coppa Italia Serie D

#### Primo turno
| Gozzano 27 agosto 2017, ore 16:00 CEST Primo turno | Gozzano              | 3 – 0 (a tavolino) | Borgosesia | Stadio Alfredo d'Albertas\| Arbitro: \| Lombardelli (Torino) \| |
| Arbitro:                                           | Lombardelli (Torino) |                    |            |                                                                 |

#### Trentaduesimi di finale
| Arbitro: | Pirrotta (Barcellona Pozzo di Gotto) |

|              |           |                                      |
| Stronati 41’ | Marcatori | 19’ Incatasciato 22’ Pérez 71’ Gulin |

#### Sedicesimi di finale
| Arbitro: | Calzavara (Varese) |

|                                  |           |  |
| Capogna 44’ Romeo 65’ Segato 86’ | Marcatori |  |

#### Ottavi di finale
| Arbitro: | Simone Biffi (Treviglio) |

|  |           |             |
|  | Marcatori | 71’ Capogna |

#### Quarti di finale
| Arbitro: | Arace (Lugo) |

|                               |                      |                                      |
| Gulin 75’                     | Marcatori            | 79’ Ogliari                          |
| Segato Capogna Guitto Messias | Tiri di rigore 3 – 5 | Scietti Capuano Mandelli Erpen Gomez |

## Statistiche

### Statistiche di squadra
| Competizione         | Punti | In casa | In casa | In casa | In casa | In casa | In casa | In trasferta | In trasferta | In trasferta | In trasferta | In trasferta | In trasferta | Totale | Totale | Totale | Totale | Totale | Totale | DR  |
| Competizione         | Punti | G       | V       | N       | P       | Gf      | Gs      | G            | V            | N            | P            | Gf           | Gs           | G      | V      | N      | P      | Gf     | Gs     | DR  |
| -------------------- | ----- | ------- | ------- | ------- | ------- | ------- | ------- | ------------ | ------------ | ------------ | ------------ | ------------ | ------------ | ------ | ------ | ------ | ------ | ------ | ------ | --- |
| Serie D              | 82    | 19      | 14      | 1       | 4       | 37      | 13      | 19           | 11           | 6            | 2            | 31           | 12           | 38     | 25     | 7      | 6      | 68     | 25     | +43 |
| Poule scudetto       | -     | 1       | 0       | 1       | 0       | 0       | 0       | 2            | 1            | 0            | 1            | 3            | 3            | 3      | 1      | 1      | 1      | 3      | 3      | 0   |
| Coppa Italia Serie D | -     | 3       | 2       | 1       | 0       | 7       | 1       | 1            | 1            | 0            | 0            | 3            | 1            | 4      | 3      | 1      | 0      | 10     | 2      | +8  |
| Totale               | -     | 23      | 16      | 3       | 4       | 44      | 14      | 22           | 12           | 6            | 3            | 37           | 16           | 45     | 29     | 9      | 7      | 81     | 30     | +51 |

### Andamento in campionato
| Giornata  | 1 | 2 | 3 | 4 | 5 | 6 | 7 | 8 | 9 | 10 | 11 | 12 | 13 | 14 | 15 | 16 | 17 | 18 | 19 | 20 | 21 | 22 | 23 | 24 | 25 | 26 | 27 | 28 | 29 | 30 | 31 | 32 | 33 | 34 | 35 | 36 | 37 | 38 |
| --------- | - | - | - | - | - | - | - | - | - | -- | -- | -- | -- | -- | -- | -- | -- | -- | -- | -- | -- | -- | -- | -- | -- | -- | -- | -- | -- | -- | -- | -- | -- | -- | -- | -- | -- | -- |
| Luogo     | C | T | C | T | C | T | C | T | C | T  | T  | C  | T  | C  | T  | C  | T  | C  | T  | T  | C  | T  | C  | T  | C  | T  | C  | T  | C  | C  | T  | C  | T  | C  | T  | C  | T  | C  |
| Risultato | V | V | V | V | V | N | V | N | V | V  | P  | V  | V  | V  | P  | P  | V  | V  | V  | V  | P  | V  | V  | V  | P  | N  | V  | N  | V  | N  | V  | V  | N  | V  | N  | V  | V  | P  |
| Posizione | 9 | 1 | 1 | 1 | 1 | 1 | 1 | 1 | 1 | 1  | 1  | 1  | 1  | 1  | 2  | 2  | 2  | 2  | 2  | 2  | 2  | 1  | 1  | 1  | 1  | 1  | 1  | 1  | 1  | 1  | 1  | 1  | 1  | 1  | 1  | 1  | 1  | 1  |

Legenda:

Luogo: C = Casa; T = Trasferta. Risultato: V = Vittoria; N = Pareggio; P = Sconfitta.